# جایزه آسترید لیندگرن

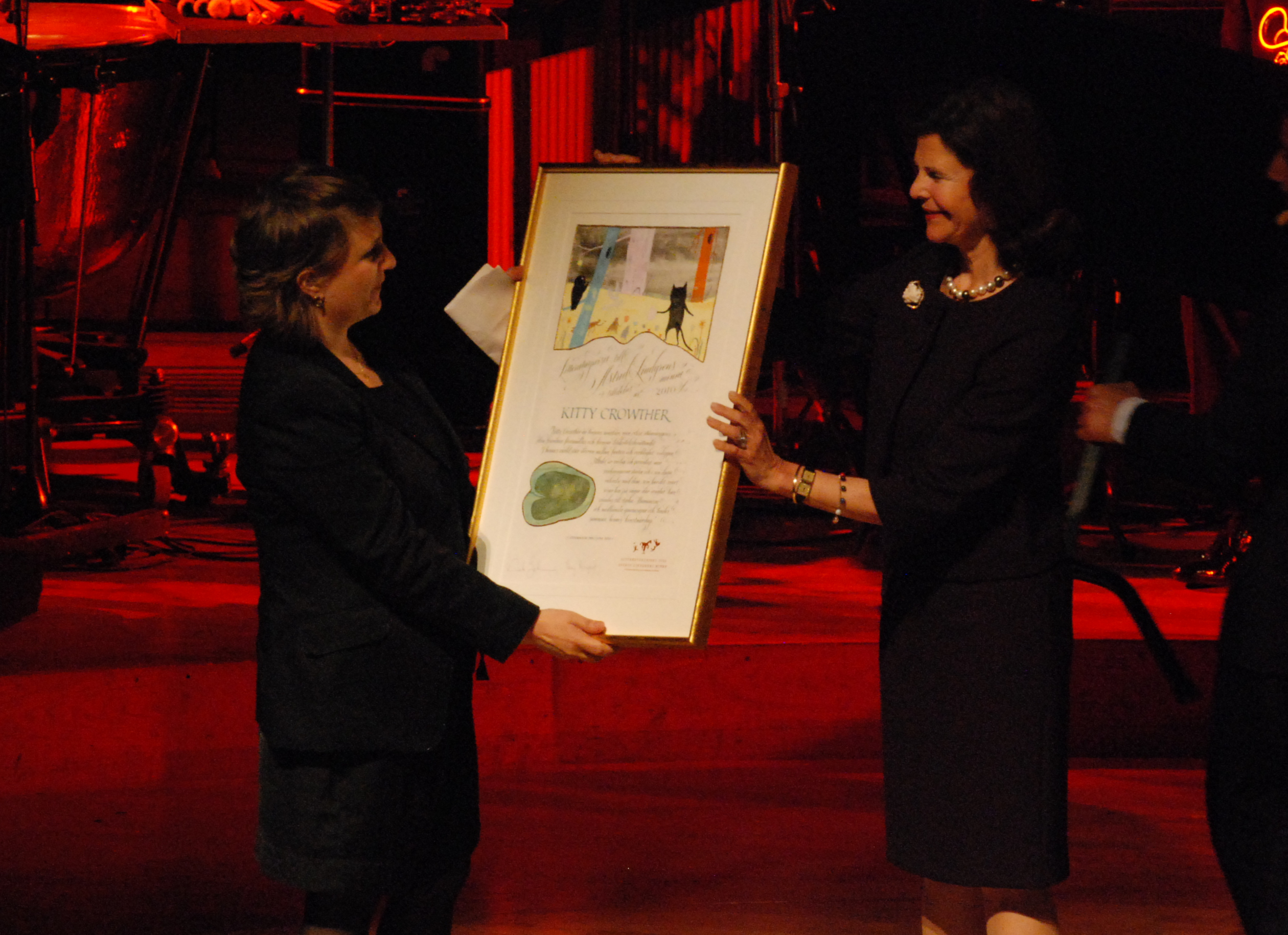
جایزه یادبود آسترید لیندگرن 2010

جایزه آسترید لیندگرن یکی از جایزه‌های بسیار معتبر بین‌المللی در رشته ادبیات کودک و نوجوان است.
این جایزه پس از مرگ آسترید لیندگرن در سال ۲۰۰۲ هر سال به بهترین برنامه یا برترین افراد در رشته ادبیات کودک و نوجوان اهدا می‌شود و مبلغ آن ۵۰۰۰۰۰۰ (پنج میلیون) کرون سوئد است.
| سال  | نویسنده                                                             | نام اثر        | ملیت                             |
| ---- | ------------------------------------------------------------------- | -------------- | -------------------------------- |
| ۲۰۰۳ | موریس سنداک Maurice Sendak                                          |                | تصویرساز آمریکایی                |
| ۲۰۰۳ | کریستین نوست لینگر Christine Nöstlinger                             |                | نویسنده داستان های فانتزی اتریشی |
| ۲۰۰۴ | لیگیا بوژونگا Lygia Bojunga                                         |                | نویسنده برزیلی                   |
| ۲۰۰۵ | فیلیپ پولمن Philip Pullman                                          |                | نویسنده بریتانیایی               |
| ۲۰۰۵ | ریوجی آرایی Ryôji Arai                                              |                | نقاش ژاپنی                       |
| ۲۰۰۶ | کاترین پاترسون Katherine Paterson                                   | جوانان بی دفاع | نویسنده آمریکایی                 |
| ۲۰۰۷ | بانکو دل لیبرو Banco del Libro                                      |                | ونزوئلایی                        |
| ۲۰۰۸ | سونیا هارتنت Sonya Hartnett                                         | فرزند ارواح    | نویسنده استرالیایی               |
| ۲۰۰۹ | بنیاد آموزش‌های اجتماعی تامر Tamer Institute for Community Education |                | بنیاد فلسطینی                    |
| ۲۰۱۰ | کیتی کرودر Kitty Crowther                                           |                | نویسنده بلژیکی                   |